# 坂戸 (川崎市)
坂戸（さかど）は、神奈川県川崎市高津区の町名。現行行政地名は坂戸1丁目から坂戸3丁目で、1991年（平成3年）11月25日に住居表示が実施されている。面積は53.9 haである。

## 地理
高津区の東部に所在し、全域が多摩川の沖積低地となっている。一帯はミツトヨなどの工場が立ち並ぶほか、かつての池貝鉄工の跡地はかながわサイエンスパーク（KSP）として起業・研究開発の拠点となっている。その他に、住宅も立ち並んでいる。
坂戸の南東端を第三京浜道路が通り、京浜川崎インターチェンジが、隣接する末長にかけて所在している。
坂戸は北端で旧平瀬川を境界として二子・北見方と、東端で中原区上小田中と、南端で末長と、西端で久本・溝口と接している（特記のない町域は高津区）。

### 地価
住宅地の地価は、2025年（令和7年）1月1日の公示地価によれば、坂戸2丁目7-18の地点で33万4000円/m²となっている。

## 歴史
当地には条里制の遺構が残るが、文献での初出は1325年（正中2年）の「関東下知状」で、「稲毛新庄坂戸郷」という形で登場する。1352年（正平7年）の「足利尊氏充行下文」には「稲毛庄坂土郷」とあり、「新編武蔵風土記稿」ではこれを元にかつて坂土と書いたとしているが、上述のように、それ以前に坂戸と書かれた例があるので、これは単なる誤記であろうと考えられている。
江戸時代初期の当地は天領であったが、徳川家継の死に伴い、有章院殿御霊屋料として増上寺領となった。村高は、正保年間の「武蔵田園簿」で292石8斗あまり、「元禄郷帳」では331石1斗あまり、1838年（天保9年）の「志村家文書」では336石1斗あまり、幕末の「旧高旧領取調帳」では331石あまりというように推移していた。ほとんどが水田であり、米と麦の二毛作が行われていた。用水としては、二ヶ領用水の分流である根方堀が当地を潤していた。「新編武蔵風土記稿」では民家57軒。
明治維新以降は、行政上高津村→高津町→川崎市と推移していった。明治から大正にかけては、商工業への従事者が出て農業人口こそ減ったものの、当地は純粋な農村であったが、昭和10年代に、南部の湿地帯を杭打ちで固めた土地へ池貝鉄工所が進出したり、三豊製作所（現：ミツトヨ）など他の会社も当地に工場を構えた結果、当地は大きく変化を遂げていった。残った農地にも、戦後には宅地化の波が押し寄せ、第三京浜道路の開通後には農村風景が一掃されてしまった。
1980年代に池貝鉄工は茨城県へと移転していったが、その跡地には民間事業者の能力の活用による特定施設の整備の促進に関する臨時措置法（民活法）の適用第1号事例としてかながわサイエンスパークが開設された。かながわサイエンスパークでは、研究開発型企業の起業支援や、神奈川科学技術アカデミーとも連携した産官学共同の科学技術研究が行われている。

### 地名の由来
いくつかの説が考えられているが、正確なところはわかっていない。
- 「砂地」を意味する「スカド」から転じた[6]
- 現在の埼玉県坂戸市から移り住んだ人たちが、本貫の地名を付けた[6]
- 「多摩川の下流にある場所」という意味合いの「サガド」から転じた[14]

### 沿革
- 1325年（正中2年）- 「関東下知状」に「稲毛新庄坂戸郷」とある。
- 1352年（正平7年）- 「足利尊氏充行下文」に「稲毛庄坂土郷」とある。
- 1717年（享保2年）- 有章院殿御霊屋料として増上寺領となった[6]。
- 1868年（明治元年）- 明治維新。当地は神奈川県所属となる。
- 1874年（明治7年）- 大区小区制施行により、当地は第5大区第3小区に属する[13]。
- 1889年（明治22年）- 町村制施行により、高津村が成立。坂戸はその大字となる。
- 1928年（昭和3年）- 高津村が町制を施行し、高津町となる。
- 1937年（昭和12年）- 高津町が川崎市に編入される。川崎市坂戸となる。
- 1938年（昭和13年）- 池貝鉄工所が当地に工場を開設する[8]。
- 1940年（昭和15年）- 三豊製作所の工場が操業開始[17]。
- 1964年（昭和39年）- 第三京浜道路の玉川IC - 京浜川崎IC間が開通（翌年に全通）。当地に京浜川崎インターチェンジが設置される。
- 1972年（昭和47年）- 川崎市が政令指定都市に移行する。当地は川崎市高津区坂戸となる。
- 1985年（昭和60年）- 池貝鉄工がツクバ工場を開設。当地からの移転が始まる（当地の工場は2002年に完全閉鎖）[18]。
- 1987年（昭和62年）- かながわサイエンスパークの建物が竣工[19]。
- 1991年（平成3年）- 住居表示が実施される。川崎市高津区坂戸1丁目～3丁目となる。

### 町域の新旧対照
坂戸が住居表示を実施する前の字は、以下のようになっていた。なお、特記のない字はその一部が現町丁に含まれている。
| 現町丁    | 住居表示実施前の字                                                       |
| --------- | ------------------------------------------------------------------------ |
| 坂戸1丁目 | 坂戸字上居村、久本字鴛鴦ヶ町                                             |
| 坂戸2丁目 | 坂戸字上居村・字下居村・字新田耕地、上小田中字上耕地                     |
| 坂戸3丁目 | 坂戸字溝下耕地の全部、坂戸字窪田耕地・字三町歩耕地・字下居村・字新田耕地 |

## 世帯数と人口
2025年（令和7年）6月30日現在（川崎市発表）の世帯数と人口は以下の通りである。
| 丁目      | 世帯数    | 人口    |
| --------- | --------- | ------- |
| 坂戸1丁目 | 1,594世帯 | 2,909人 |
| 坂戸2丁目 | 1,387世帯 | 2,720人 |
| 坂戸3丁目 | 2,040世帯 | 3,992人 |
| 計        | 5,021世帯 | 9,621人 |

### 人口の変遷
国勢調査による人口の推移。
| 年                 | 人口  |
| ------------------ | ----- |
| 1995年（平成7年）  | 7,712 |
| 2000年（平成12年） | 7,711 |
| 2005年（平成17年） | 8,467 |
| 2010年（平成22年） | 8,324 |
| 2015年（平成27年） | 9,025 |
| 2020年（令和2年）  | 9,335 |

### 世帯数の変遷
国勢調査による世帯数の推移。
| 年                 | 世帯数 |
| ------------------ | ------ |
| 1995年（平成7年）  | 3,150  |
| 2000年（平成12年） | 3,299  |
| 2005年（平成17年） | 3,893  |
| 2010年（平成22年） | 4,004  |
| 2015年（平成27年） | 4,400  |
| 2020年（令和2年）  | 4,627  |

## 学区
市立小・中学校に通う場合、学区は以下の通りとなる（2024年3月時点）。
| 丁目      | 番地                                                         | 小学校               | 中学校               |
| --------- | ------------------------------------------------------------ | -------------------- | -------------------- |
| 坂戸1丁目 | 1番3～10号 6番1〜2号 6番31号～最終号                         | 川崎市立久本小学校   | 川崎市立高津中学校   |
| 坂戸1丁目 | 1番1～2号 1番11号～最終号 2～5番 6番3～30号 7～17番 19番以降 | 川崎市立坂戸小学校   | 川崎市立高津中学校   |
| 坂戸1丁目 | 18番                                                         | 川崎市立坂戸小学校   | 川崎市立東高津中学校 |
| 坂戸2丁目 | 1～18番16号 19番以降                                         | 川崎市立坂戸小学校   | 川崎市立東高津中学校 |
| 坂戸2丁目 | 18番17号～最終号                                             | 川崎市立大谷戸小学校 | 川崎市立西中原中学校 |
| 坂戸3丁目 | 1番                                                          | 川崎市立坂戸小学校   | 川崎市立高津中学校   |
| 坂戸3丁目 | 2番以降                                                      | 川崎市立坂戸小学校   | 川崎市立東高津中学校 |

## 事業所
2021年（令和3年）現在の経済センサス調査による事業所数と従業員数は以下の通りである。
| 丁目      | 事業所数  | 従業員数 |
| --------- | --------- | -------- |
| 坂戸1丁目 | 67事業所  | 2,519人  |
| 坂戸2丁目 | 42事業所  | 217人    |
| 坂戸3丁目 | 149事業所 | 2,587人  |
| 計        | 258事業所 | 5,323人  |

### 事業者数の変遷
経済センサスによる事業所数の推移。
| 年                 | 事業者数 |
| ------------------ | -------- |
| 2016年（平成28年） | 266      |
| 2021年（令和3年）  | 258      |

### 従業員数の変遷
経済センサスによる従業員数の推移。
| 年                 | 従業員数 |
| ------------------ | -------- |
| 2016年（平成28年） | 5,326    |
| 2021年（令和3年）  | 5,323    |

## 交通

### 鉄道
南武線とわずかに接している（武蔵新城駅 - 武蔵溝ノ口駅間）が、当地に駅はない。

### バス

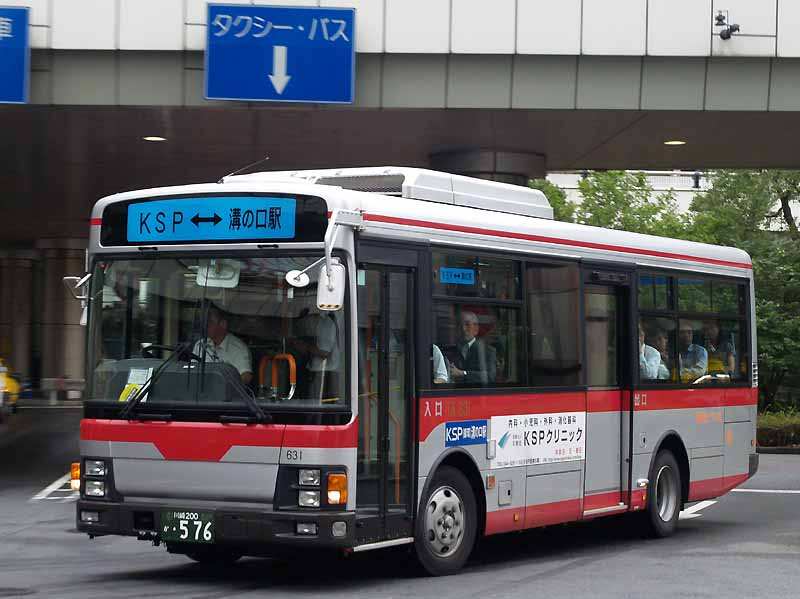
溝の口駅とKSPを結ぶシャトルバス（溝の口駅前）

当地に路線バスは通っていないが、かながわサイエンスパークと溝の口駅を結ぶ無料シャトルバスが運行されており、一部時間帯を除いて誰でも乗車可能なほか、近隣のバス停から路線バスを利用することもできる。

### 道路

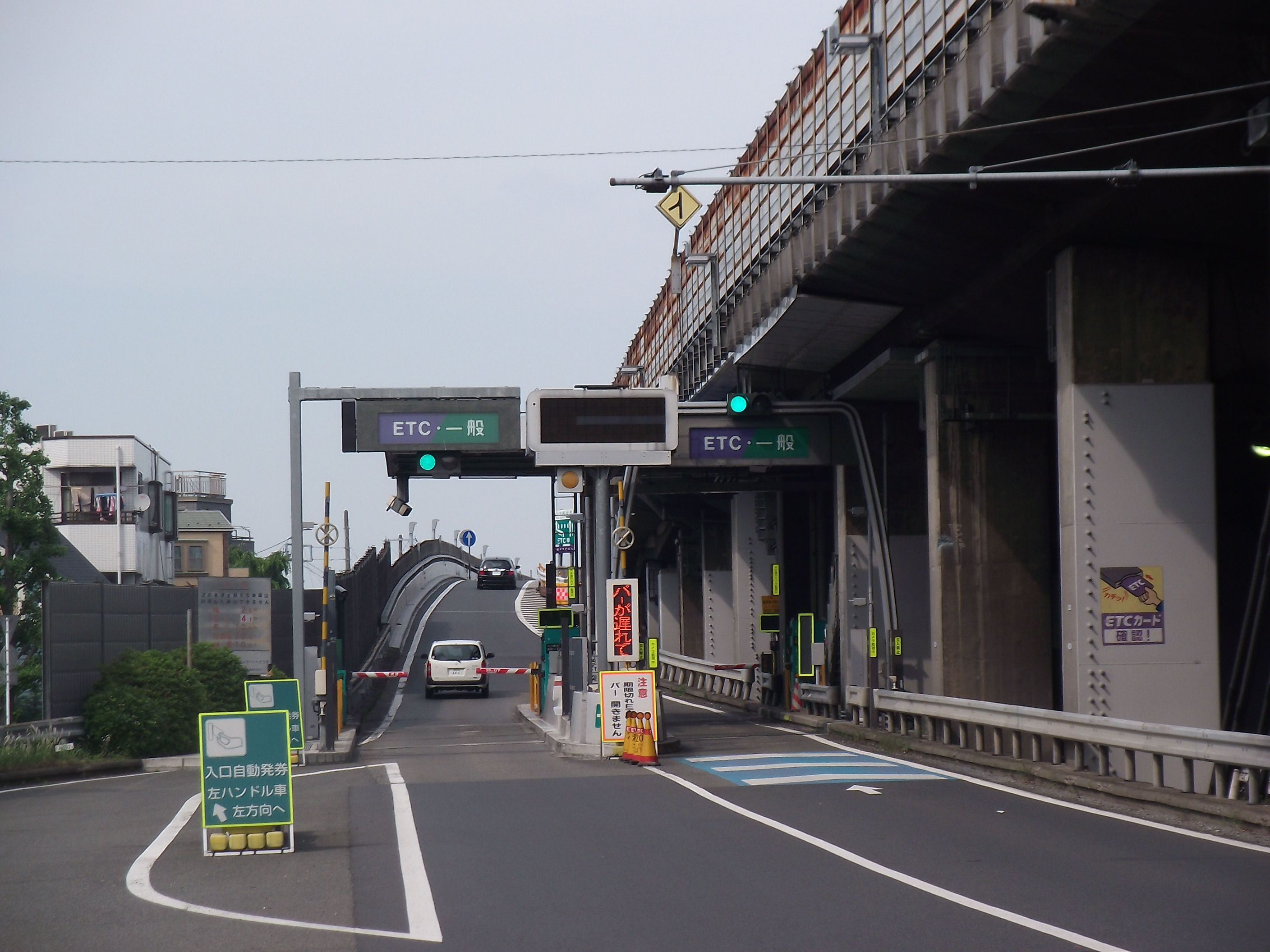
京浜川崎IC入口（東京方面は当地に所在）

- 国道466号第三京浜道路 京浜川崎インターチェンジ
- 南武沿線道路

## 施設

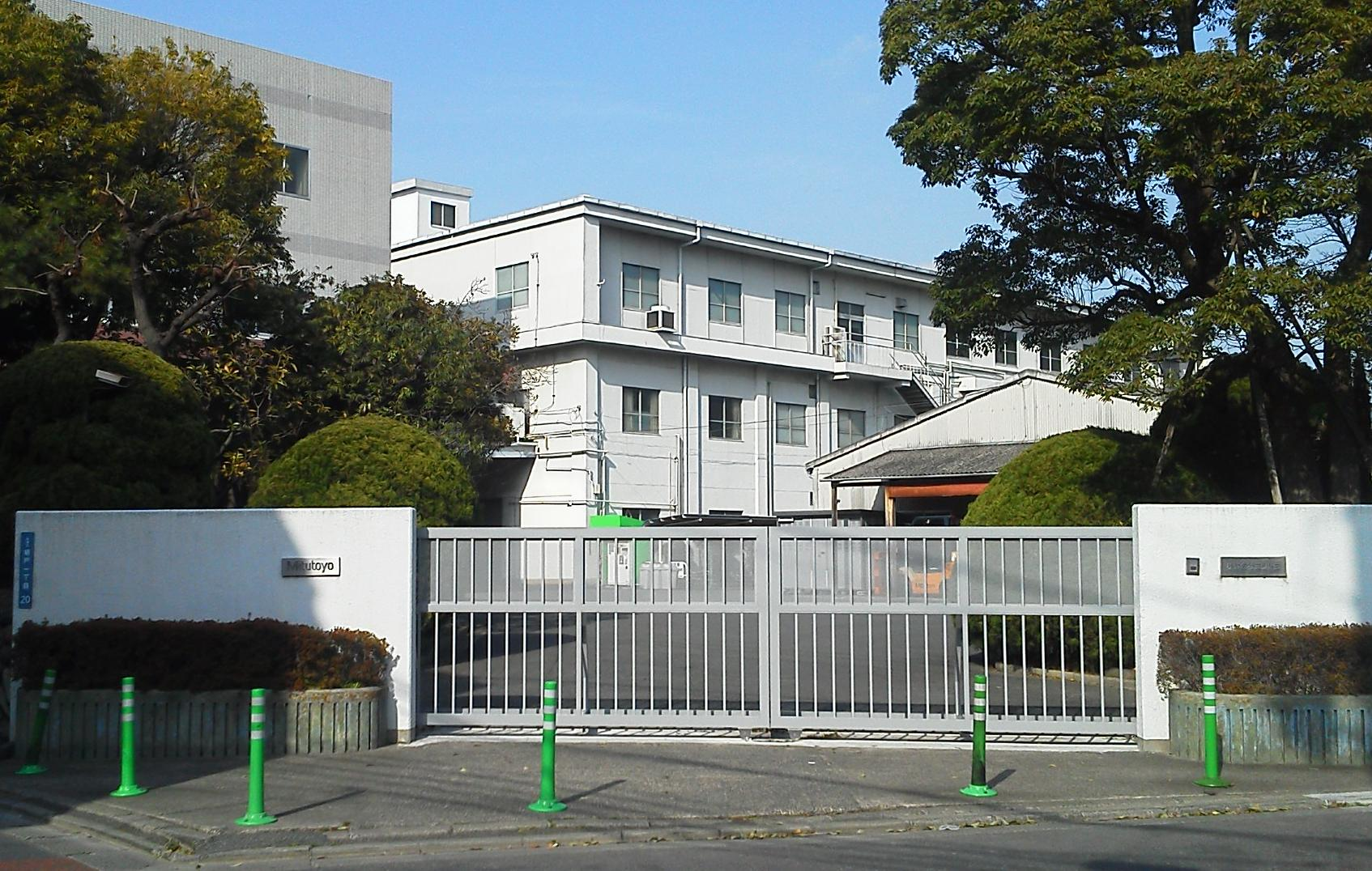
ミツトヨの本社・溝の口工場

- かながわサイエンスパーク（KSP）
  - 神奈川科学技術アカデミー
  - ホテルKSP
  - 飛島建設（本社がKSPに入居している）
- ミツトヨ
- 川崎市立坂戸小学校

## その他

### 日本郵便
- 郵便番号 : 213-0012[3]（集配局 : 高津郵便局[32]）

### 警察
町内の警察の管轄区域は以下の通りである。
| 丁目      | 番・番地等 | 警察署     | 交番・駐在所 |
| --------- | ---------- | ---------- | ------------ |
| 坂戸1丁目 | 全域       | 高津警察署 | 北見方交番   |
| 坂戸2丁目 | 全域       | 高津警察署 | 北見方交番   |
| 坂戸3丁目 | 全域       | 高津警察署 | 北見方交番   |